# De Kameel (Schiedam)
De Kameel is een in 2011 herbouwde stellingmolen aan het Doeleplein in Schiedam, die onderdeel is van de Schiedamse molens.

## Geschiedenis
De oorspronkelijke molen werd in 1715 gebouwd op ongeveer dertig meter oostelijk van de plaats waar nu de herbouwde molen langs de Schie staat. Het was een van de twintig moutmolens die Schiedam bezat en die mout maalden voor de jeneverstokerijen. De molen behoorde tot de grootste molens ter wereld omdat een moutmolen een grote verwerkings- en opslagcapaciteit moet hebben. Hierdoor was helaas de belasting op de constructie zwaar wat soms leidde tot problemen.

## Windvlaag en brand
De Kameel heeft als moutmolen dienstgedaan tot in de vroege morgen van 20 maart 1865. Op die dag blies een windvlaag de wieken en de bovenas van de molen. Of dit te wijten was aan de combinatie van een zware belasting van de constructie en een zware windvlaag of moedwillig gedaan is om verzekeringspenningen te incasseren door de toenmalige nieuwe eigenaar is in de Schiedamse molengemeenschap lang een punt van discussie geweest in de 19e eeuw. Nadien deed de molen na een gedeeltelijke reparatie nog enkele jaren dienst als stoomhoutzagerij. In 1868 zijn de resten van De Kameel gesloopt, na een brand in de molenstomp.

## Herbouw
Van alle molens die de stad heeft gehad en waarvan herbouw haalbaar was, was De Kameel de meest zichtbare vanuit de binnenstad. De stad, die zich als molenstad profileert, wilde een goed zichtbare molen in het centrum erbij hebben. Herbouw op de oorspronkelijke plaats was niet haalbaar, omdat de draaikom in de Schie in 1960 is verlegd voor de aanleg van een nieuwe toegangsweg met brug naar het centrum. De molen zou dan vrijstaand in het water komen te staan. Er is gekozen voor een plek vlakbij, waarbij de molen net zoals de oorspronkelijke Kameel half in het water van de Schie is gebouwd. Na jaren van voorbereiding is op maandag 10 november 2008 de Stichting De Schiedamse Molens begonnen met de herbouw van De Kameel. De molen meet ongeveer 33,3 meter tot aan de kap. Daarmee is deze molen de kleinste van de bestaande dan wel herbouwde Schiedamse molens. Op 10 december 2010 is de kap op de molen geplaatst. Op zaterdag 14 mei 2011, Nationale Molendag, draaide de Kameel voor het eerst officieel. De Kameel is sinds 14 mei 2011 maalvaardig.
De Kameel wordt het nieuwe onderkomen van de stichting De Schiedamse Molens en de molen zal elektriciteit gaan opwekken, net zoals de Noletmolen bij de gelijknamige branderij. Daarnaast kan ook graan worden gemalen met behulp van een koppel maalstenen.
Van 17 december 2020 t/m 6 januari 2021 en in maart 2025 werd deze molen gebruikt voor projecties op de toren van het stadskantoor. Van 17 december 2020 t/m 6 januari 2021 werden door het Stedelijk Museum Schiedam door kijkers ingezonden kunstwerken op het Stadskantoor geprojecteerd om als lichtpuntje te dienen tijdens de zware lockdown als gevolg van de coronapandemie die in 2020 uitbrak en in maart 2025 waren de projecties onderdeel van een projectiefestival ter gelegenheid van het 750-jarig bestaan van Schiedam. Voor deze projecties werden in het raampje dat naar het Stadskantoor gericht staat sterke beamers geplaatst die tot 250m ver konden projecteren.

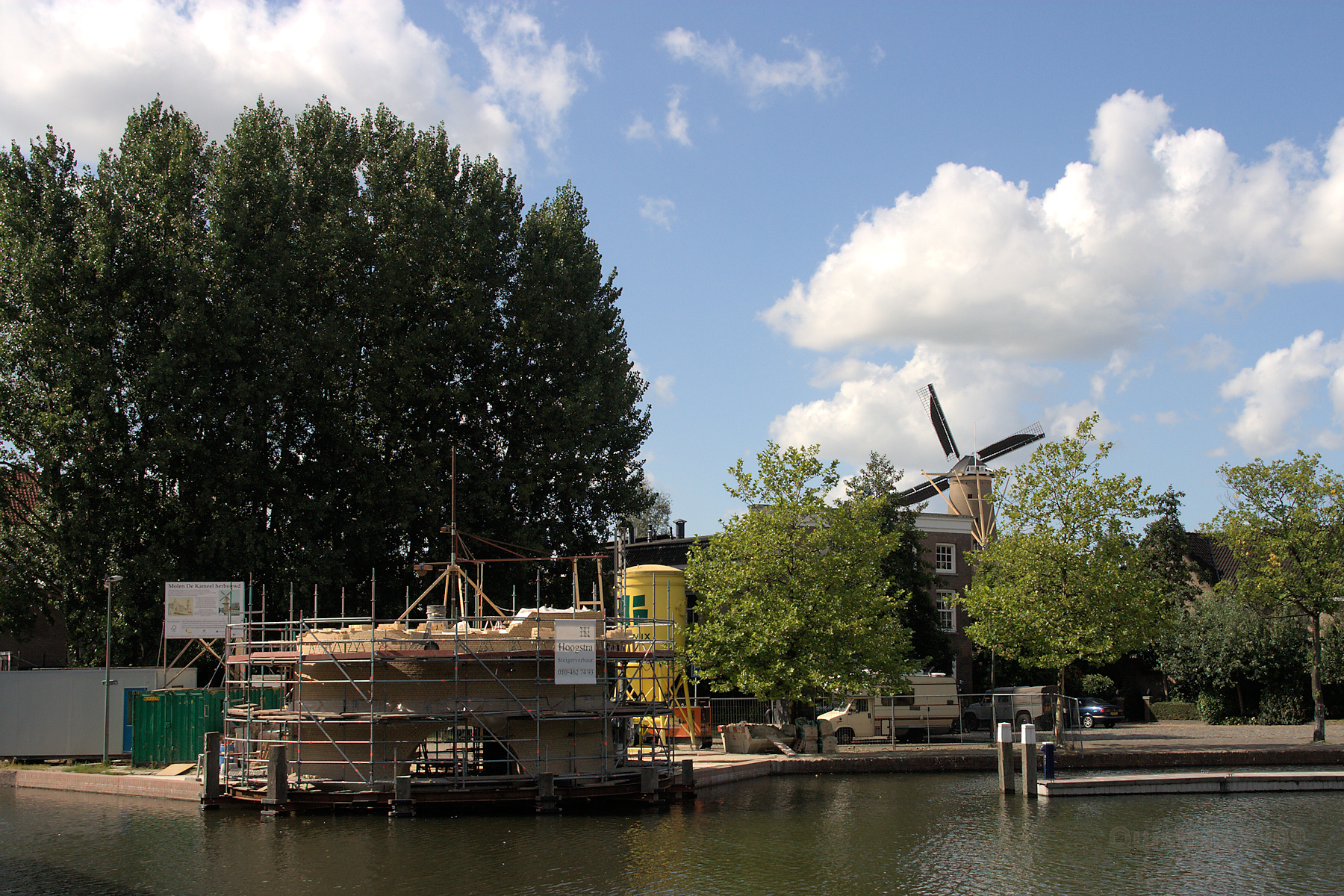
augustus 2009
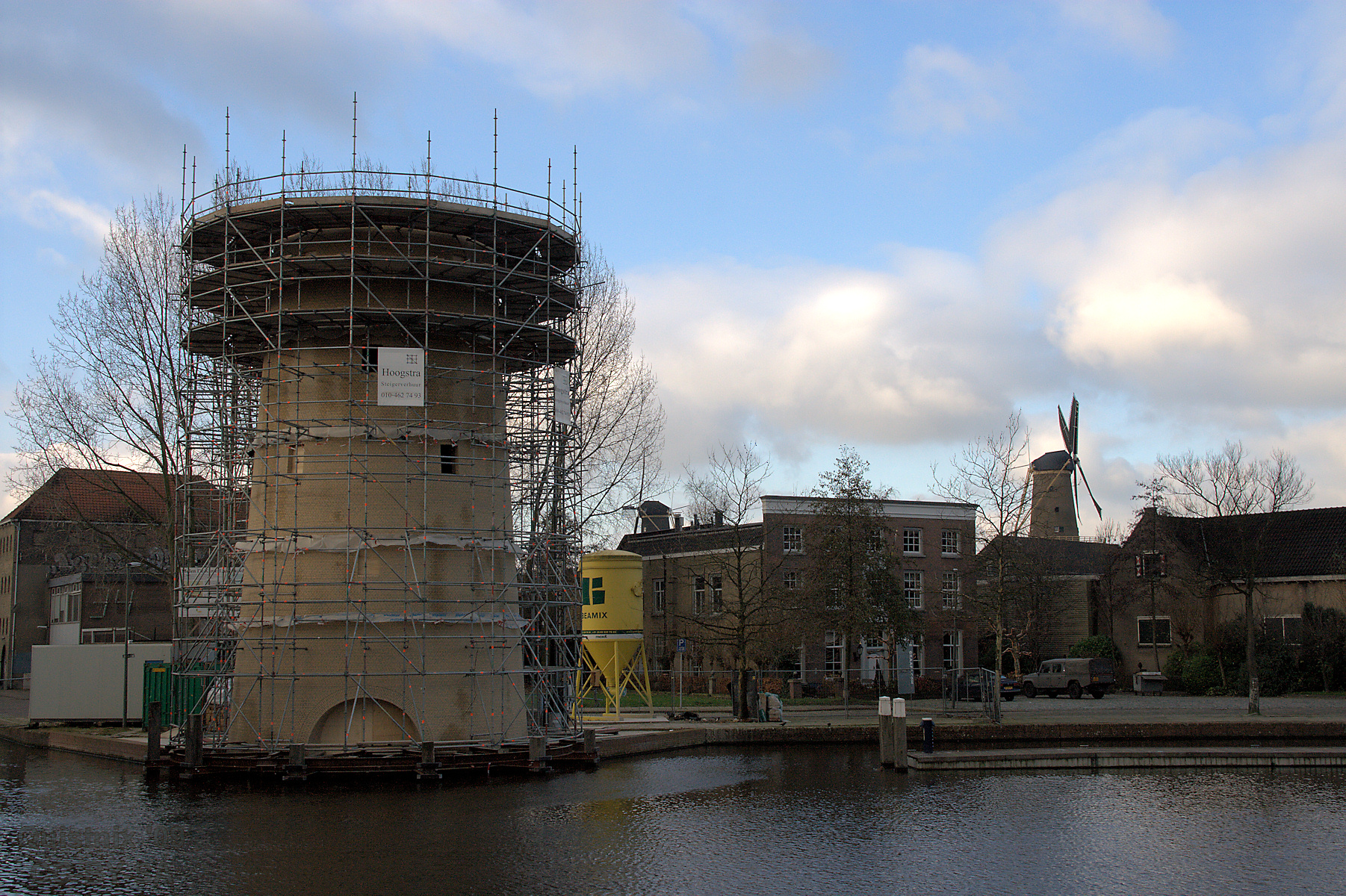
december 2009. Op de achtergrond draait De Palmboom
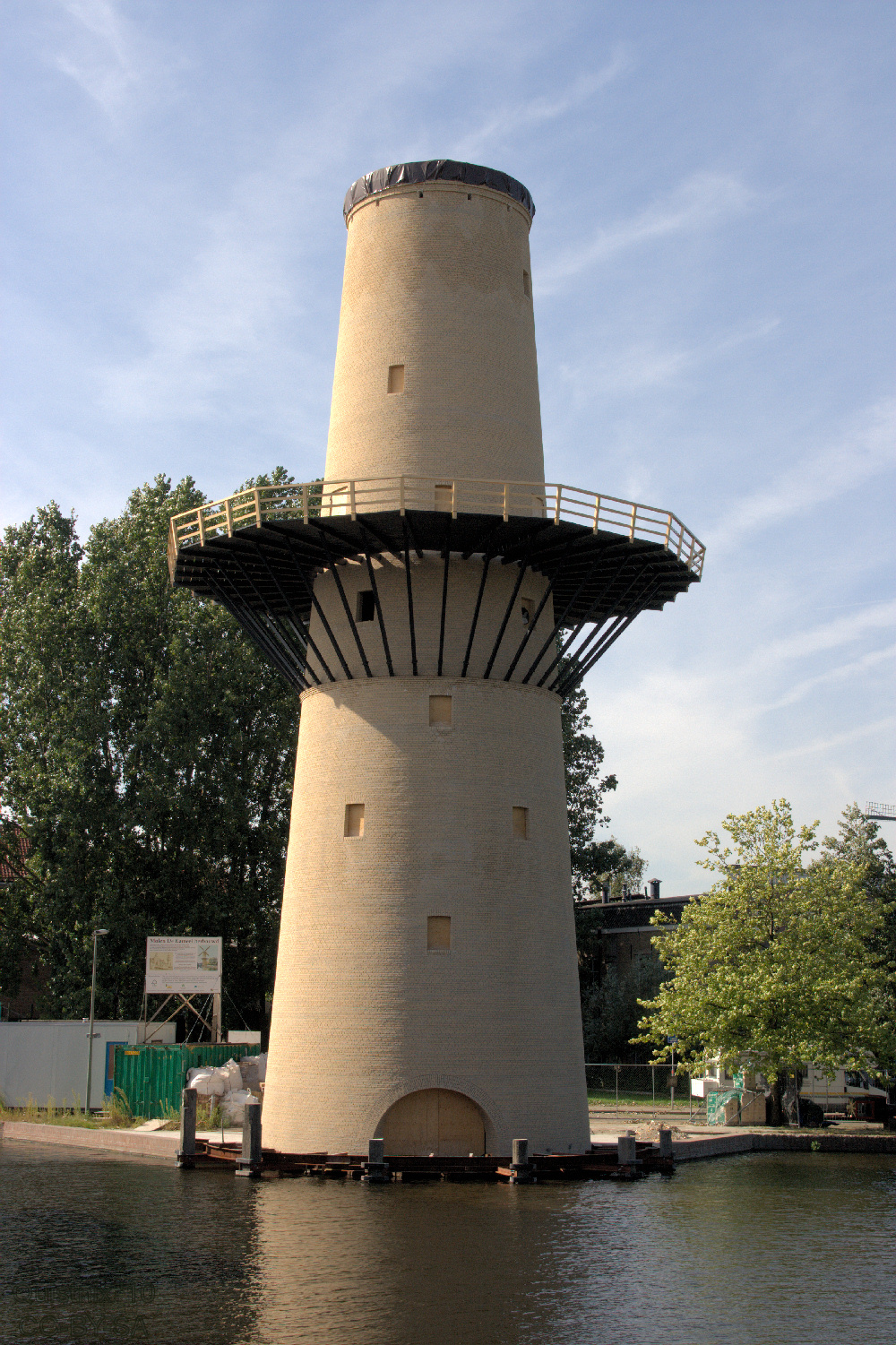
september 2010